# Základní škola Zálabí
Základní škola Zálabí (též Základní škola Tylovo nábřeží) je funkcionalistická školní budova v Hradci Králové, kterou navrhli Jan Rejchl a Václav Rohlíček. Vznikla v 50. letech 20. století jako součast školského areálu na Tylově nábřeží, jehož pojetí formoval ještě před druhou světovou válkou Josef Gočár, a autoři budovy Základní školy Zálabí se drželi jeho koncepce, takže vznikl výjimečný příklad poválečného navázání na prvorepublikovou architekturu.

## Historie
Poptávka po navýšení školních kapacit vznikla v Hradci Králové již na počátku 30. let 20. století. Osloven byl architekt Josef Gočár, který měl svým návrhem dívčí obecné a měsťanské školy uzavřít blok chlapecké školy, vybudovaný v letech 1926–28 na Tylově nábřeží. V období hospodářské krize ale město nezvládlo takový projekt financovat, a tak byl nápad znovu oživen až v 50. letech. V královéhradeckém Stavoprojektu vypracovat projekt pod vedením Jana Rejchla projektant Václav Rohlíček a datoval jej 28. června 1955. Stavba pak byla realizována v letech 1956–59.
V roce 2019 byla budova prohlášena kulturní památkou.

## Architektura
Budova je dispozičně shodná se starší Gočárovou stavbou, na rozdíl od ní má ale dva suterény. Ve druhém suterénu je umístěno zázemí kotelny a dva vojenské kryty, v prvním pak sklad uhlí, tělocvična a šatny. V nadzemních podlažích byly situovány učebny, kabinety, sborovna, ředitelna, další kanceláře, toalety, v centrálním křídle pak dvouposchoďová tělocvična. Střešní nástavby obsahovaly expanzní nádrž a pozorovatelnu a sklad civilní obrany.
Na rozdíl od starší Gočárovy budovy, která je tvořena neomítaným režným zdivem, je Rohlíčkova novější stavba obložena neglazovanými kachly, které cihly pouze imitují. Dobově jsou přizpůsobeny také výplně oken a dveří.
Ač mohl být architektonický návrh ve své době ovlivněn stylem socialistického realismu, autor se rozhodl citlivě respektovat původní Gočárův architektonický výraz. 
| „                                                                        | Stylová jednota školního areálu daná přizpůsobením k předválečné podobě se šťastně vymkla z tlaků historizujících tendencí. | “ |
| — Marie Benešová, historička architektury, https://kam.hradcekralove.cz/ | |   |